# アルナスコ
アルナスコ(イタリア語: Arnasco)は、イタリア共和国リグーリア州サヴォーナ県にある、人口約600人の基礎自治体（コムーネ）。

## 地理

### 位置・広がり

#### 隣接コムーネ
隣接するコムーネは以下の通り。
- アルベンガ
- カステルビアンコ
- チザーノ・スル・ネーヴァ
- オルトヴェーロ
- ヴェンドーネ
- ズッカレッロ

### 地震分類
イタリアの地震リスク階級 (it) では、3 に分類される
。

## 行政

### 分離集落
アルナスコには、以下の分離集落（フラツィオーネ）がある。
- Bezzo, Menosio

## 姉妹都市
- Brading、イギリス
- Río Cauto、キューバ